# Bramstenga
Bramstenga – druga, licząc od pokładu, część masztu żaglowca, umocowana do stengi i stanowiąca jej przedłużenie. Bramstengę łączy ze stengą specjalne mocowanie zwane salingiem. W zależności od masztu otrzymuje dodatkową nazwę, np. fokbramstenga, grotbramstenga itd.